# Свети Сава (Косовска Митровица)
„Свети Сава“ (на сръбски: Црква Светог Саве) е православна църква в град Косовска Митровица, Косово. Част е от Рашко-Призренската епархия на Сръбската православна църква.

## История
В първата половина на XIX век православното население на Митровица използва църквата „Свети Димитър“ на така нареченото Кукувиче гробище. Църквата с времето се разрушава и поради невъзможност да се обнови, службите започват да се вършат в частна къща. В 1884 година митровичанинът Спира Велкович дарява за църковно-училищна употреба къща, отдалечена на 200 m северозападно от мястото, на което по-късно е изградена „Свети Сава“. Къщата е превърната в църква, посветена на Свети Сава и в нея се вършат богослуженията до Възкресение на 1913 година.
Основният камък на новата църква е поставен на 4 август 1896 година от митрополит Дионисий (1896 – 1900) и храмът е граден до 1913 година. Радрешението за строеж е издействано от православната община, митрополит Мелетий (1854 – 1895) и Сръбското консулство в Прищина. Издигната е на парцел, дарен от Раденко Чиркович от Бугаричи. Градежът е финансиран от населението, от митрополитите Дионисий и Никифор (1901 – 1911) и от правителството на Кралство Сърбия. Сред най-активните дейци по изграждането на храма е сръбският вицеконсул Бранислав Нушич, който три години работи за издаване на разрешение от страна на османските власти. Нушич уговаря видния сръбски архитект Андра Стеванович да изработи плана на храма, подписан след подкуп от турски инженер. Ръководител на строителството е дебърският майстор от Тресонче Михаил Георгиев (1856 – 1917). Георгиев ръководи изливането на основите и изграждането на зоната на цокъла, след което се заема с обновата на манастира Грачаница. Градежът спира до 1904 година, когато е поет от друг виден дебърски майстор Дамян Андреев (1847 – 1921). В 1906 година ръководител на строежа става предприемачът от Прокупле Стоян Йосифович. След напускането му в 1909 година, Петър Попович (1873 – 1945) и Милорад Рувидич (1863 – 1914) проучват строежа и работата е възложена на на първоначалния майстор Михаил Георгиев, под надзора на архитект Глигорие Томич (1886 – 1971) от Крушево.
Първото богослужение в завършената църква е отслужено на Възкресение 1913 година, когато градът е окупиран от сръбски войски по време на Балканската война. Храмът е осветен на 17 юли 1921 година, вече в Кралството на сърби, хървати и словенци.
На 17 март 2004 година, вече в Косово, църквата е нападната от албанци, които я ограбват и запалва. Унищожен е целият интериор – иконостасът, троновете, иконите и богослужебните книги.

## Архитектура
Църквата е градена от ломен и дялан камък от каменоломните в Кориле и Рударе. Олтарът е изработен в 1921 година от студенички мрамор, а в 1995 година с мрамор е покрит и подът. Църквата е от типа развит вписан кръст с височина 25 m, ширина 15 m и дължина 23 m. На запад има притвор, на койтов 1932 година е изградена галерия за хора. Олтарното пространство е триделно с проскомидия и диаконикон. Апсидата отвън е тристранна. Колоните на куполната конструкция отделят трите кораба във вътрешността.
Изоните за иконостаса са дело на Димитър Папрадишки в 1914 – 1915 година.